# بو فرانك
بو فرانك (بالسويدية: Bo Frank)‏ هو سياسي سويدي، ولد في 17 سبتمبر 1954. حزبياً، نشط في حزب التجمع المعتدل. وقد انتخب عضو البرلمان السويدي ‏.